# Парамо (Колумбия)
Парамо (исп. Páramo) — город и муниципалитет в северо-восточной части Колумбии, на территории департамента Сантандер. Входит в состав провинции Гуанента.

## История
Поселение, из которого позднее вырос город, было основано Хуаном Непомусено Парамо 4 апреля 1768 года. Муниципалитет Парамо был выделен в отдельную административную единицу в 1823 году.

## Географическое положение

Муниципалитет Парамо

Город расположен в юго-восточной части департамента, в горной местности Восточной Кордильеры, к западу от реки Фонсе, на расстоянии приблизительно 73 километров к юго-юго-западу (SSW) от города Букараманги, административного центра департамента. Абсолютная высота — 1406 метров над уровнем моря.
Муниципалитет Парамо граничит на севере с территорией муниципалитета Сан-Хиль, на северо-западе — с муниципалитетом Пинчоте, на западе — с муниципалитетом Сокорро, на юго-западе — с муниципалитетом Конфинес, на юге — с муниципалитетом Чарала, на юго-востоке — с муниципалитетом Окамонте, на востоке — с муниципалитетом Валье-де-Сан-Хосе. Площадь муниципалитета составляет 73,2 км².

## Население
По данным Национального административного департамента статистики Колумбии, совокупная численность населения города и муниципалитета в 2015 году составляла 4112 человек.
Динамика численности населения муниципалитета по годам:
| 2005 | 2006 | 2007 | 2008 | 2009 | 2010 | 2011 | 2012 | 2013 | 2014 | 2015 |
| ---- | ---- | ---- | ---- | ---- | ---- | ---- | ---- | ---- | ---- | ---- |
| 3671 | 3723 | 3765 | 3808 | 3845 | 3894 | 3940 | 3975 | 4028 | 4064 | 4112 |

Согласно данным переписи 2005 года мужчины составляли 52,4 % от населения Парамо, женщины — соответственно 47,6 %. В расовом отношении белые и метисы составляли 99,8 % от населения города; негры, мулаты и райсальцы — 0,1 %; индейцы — 0,1 %.
Уровень грамотности среди всего населения составлял 89,7 %.

## Экономика
Основу экономики Парамо составляет сельское хозяйство.
37 % от общего числа городских и муниципальных предприятий составляют предприятия торговой сферы, 33,3 % — предприятия сферы обслуживания, 25,9 % — промышленные предприятия, 3,8 % — предприятия иных отраслей экономики.